# VII Sonata fortepianowa Beethovena

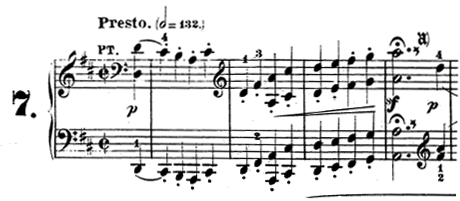
Początek Sonaty op. 10 nr 3

Sonata fortepianowa nr 7 D-dur op. 10 nr 3 Ludwiga van Beethovena – ostatnia z cyklu trzech sonat op. 10, zadedykowanego Annie Margarete von Brown-Camus. Skomponowana została w 1798 r. Wykonanie utworu trwa przeciętnie ok. 24 minut, jest on więc najdłuższą sonatą cyklu.

## Części utworu
1. Presto (D-dur)
2. Largo e mesto (d-moll)
3. Menuetto. Allegro (D-dur - G-dur - D-dur)
4. Rondo. Allegro (D-dur)